# Liptovská Teplá
Liptovská Teplá (allemand : Bad Liptsch, hongrois : Liptótepla) est un village de Slovaquie situé dans la région de Žilina.

## Histoire
La première mention écrite du village date de 1264.

## Démographie

### Évolution de la population
| Année:               | 1994. | 2004.   | 2014.    | 2024.   |
| -------------------- | ----- | ------- | -------- | ------- |
| Nombre de personnes: | 876   | 903     | 1007     | 1018    |
| Différence:          |       | +3,08 % | +11,51 % | +1,09 % |

| Année:               | 2023. | 2024.   |
| -------------------- | ----- | ------- |
| Nombre de personnes: | 1025  | 1018    |
| Différence:          |       | -0,68 % |